# Lars Pörschke
Lars Albert Pörschke (* 17. Juni 1984 in Gießen) ist ein ehemaliger deutscher Tennisspieler.

## Karriere
Lars Pörschke spielte einige Matches auf der ITF Junior Tour und konnte dort bis auf Platz 60 im Jahr 2002 aufsteigen.
Nach nur wenigen Profiturnieren im selben Jahr, begann er 2004 ein Studium an der Baylor University im Bundesstaat Texas, wo er auch College Tennis spielte. Mit 119 Siegen bei 43 Niederlagen im Einzel wurde er der bis dato zweiterfolgreichste Tennisspieler der Hochschule. 2008 schloss er sein Studium mit dem Schwerpunkt Wirtschaft ab.
Zwischen den Semesters spielte er auch Profiturniere und konnte 2006 in Deutschland seinen ersten Future-Titel gewinnen. Im Doppel gewann er 2007 zwei und 2008 einen Titel. Anfang 2009 konnte er zunächst auch in der Weltrangliste klettern, nachdem er einen weiteren Titel sowie ein Finale erreichte. Von den Turnierverantwortlichen des Turniers in San José bekam er schließlich im Februar 2009 eine Wildcard für das Einzel, wodurch er zu seinem ersten ATP-Tour-Einsatz kam. Gegen seinen Landsmann Tommy Haas unterlag er in zwei Sätzen. In der zweiten Jahreshälfte gewann er die Titel zwei und drei des Jahres, wodurch er erstmals in Reichweite der höher dotierten Challenger-Turniere war. In seinem ersten Challenger-Hauptfeld stand er in Freudenstadt, wo er zum Auftakt verlor. Im November schaffte er den Durchbruch, als er in Guayaquil aus der Qualifikation heraus ins Halbfinale stürmte, wo er gegen Nicolás Lapentti scheiterte. Kurz darauf stand er mit Platz 277 auf seinem Karrierehoch. Genauso war er im Doppel mit Rang 315 am höchsten in seiner Karriere notiert, da er beim selben Turnier mit Andreas Haider-Maurer sogar im Finale gestanden hatte. Durch sein Ranking konnte Pörschke 2010 an der Qualifikation der Australian Open teilnehmen, wo er an der zweiten Hürde Antonio Veić hängen blieb. Im Februar bekam er abermals eine Wildcard in San José. Diesmal unterlag er dem Finnen Jarkko Nieminen in drei Sätzen. Dies blieb sein letztes Profimatch.